# Ярке (Керченський район)
Я́рке (до 1948 — Баш-Киргиз, крим. Baş Qırğız) — село Керченського району Автономної Республіки Крим.